# Republika Srpska
Republika Srpska (srp. Република Српска) jedan je od dvaju entiteta Bosne i Hercegovine, uz Federaciju Bosne i Hercegovine. Nalazi se na sjeveru i istoku države. Najveći grad i upravno središte je Banja Luka, koja leži na rijeci Vrbasu. Stanovništvo Republike Srpske pretežno čine etnički Srbi. 
Prvotno je osnovana 9. siječnja 1992. godine kao Srpska Republika Bosna i Hercegovina odlukom Skupštine srpskog naroda u Bosni i Hercegovini, kao odgovor na referendum o neovisnosti Socijalističke Republike Bosne i Hercegovine od SFRJ. Dana 7. travnja 1992. proglašeno je odcjepljenje Srpske Republike Bosne i Hercegovine od Bosne i Hercegovine i ostanak u SFR Jugoslaviji. Kada su, međutim, 27. travnja 1992. Crna Gora i Srbija osnovale Saveznu Republiku Jugoslaviju, ostala je Srpska Republika Bosna i Hercegovina izvan sastava te nove države, čija je pomoć međutim bila ključna za opstanak RSBH u već započetom Ratu u Bosni i Hercegovini. Nakon potpisivanja Daytonskoga sporazuma 1995. godine, Republika Srpska međunarodno je priznata kao jedan od dvaju entiteta Bosne i Hercegovine (pored Federacije Bosne i Hercegovine) i zauzima 48 % njezinoga područja. Narodna skupština Republike Srpske vrši ustavotvornu i zakonodavnu vlast, i čine je 83 zastupnika koji se biraju na izborima svake četvrte godine. Vlada Republike Srpske vrši izvršnu vlast. Predsjednik Republike Srpske se bira na neposrednim izborima svake četvrte godine. Razine vlasti su općina, odnosno grad, i entitet.
U Republici Srpskoj živjelo je 2013. godine 81,51 % Srba, 2,41 % Hrvata i 13,99 % Bošnjaka; ukupno je u RS te godine imala 1 170 342 stanovnika. Godine 1991., prije Rata u Bosni i Hercegovini, na tomu je području od ukupnih 1 608 994 stanovnika bilo 872 648 Srba (što je predstavljalo 68,04 % svih Srba koji su tada živjeli u BiH). Do promjene u etničkome sastavu stanovništva došlo je zbog ratnih zbivanja; gdje se - na područjima pod srpskom kontrolom više nego u preostalom dijelu BiH - poduzimalo etničko čišćenje i protjerivanje "protivničke"’ populacije uz istodobno doseljavanje "vlastitog" življa koji je protjeran ili se dobrovoljno doselio s područja koja nisu bila pod srpskom vlašću. Izuzev značajnog iseljavanja Bošnjaka i Hrvata, osobito znatan doprinos promjeni sastavu stanovništva zabilježen je povodom dobrovoljnog iseljavanja približno 100 000 etničkih Srba 1995. godine - tj. nakon okončanja ratnih operacija - iz dijelova Sarajeva koje je Republika Srpska prema Daytonskom sporazumu tada bila prepustila Federaciji BiH.

## Povijest

### Nastanak
Događaji, koji su prethodili događajima u donjim podnaslovima, opisani su u članku Raspad SFRJ. U donjim podnaslovima, opisano je političko djelovanje Srba u Bosni i Hercegovini od općih izbora do početka rata u Bosni i Hercegovini.
Republika Srpska osnovana je u jasno deklariranom nastojanju da se osigura da u kontekstu raspada SFR Jugoslavije ostanu sva područja nastanjena Srbima u jednoj državi, uz uporabu oružane sile. Svi glavni osnivači, tj. političke i vojne vođe Republike Srpske u vrijeme njenoga nastanka - Radovan Karadžić, Biljana Plavšić, Ratko Mladić i drugi osuđeni su na Međunarodnom sudu za ratne zločine počinjene na području bivše Jugoslavije, za zločin protiv čovječnosti, istrebljenje, ubojstva, ubojstvo kao kršenje zakona ratovanja, deportaciju, nehumana djela i prisilno premještanje, širenje terora, protupravne napade na civile, kršenja pravila rata i uzimanje talaca. Slobodan Milošević, glavna politička figura R Srbije u vrijeme nastanka Republike Srpske, je pred istim sudom bio - među raznim drugim zločinima koji su se odnosili na ratovanje u Hrvatskoj i Kosovu - također i za zločine koje su se u nastojanju za formiranje i uspostavu granica Republike Srpske dogodili u BiH: optužnica je obuhvaćala istrjebljivanje i ubojstva ne-Srba, u prvom redu Bošnjaka i Hrvata koji su živjeli na području Banja Luke, Bihaća, Bijeljine, Bileće, Bosanske Krupe, Bosanskog Novog, Bosanskog Šamca, Bratunca, Brčkog, Čajniča, Doboja, Foče, Gackog, Sarajeva (Ilijaš), Ključa, Kalinovika, Kotor Varoši, Nevesinja, Sarajeva (Novi Grad), Prijedora, Prnjavora, Rogatice, Sanskog Mosta, Srebrenice, Teslića, Višegrada, Vlasenice i Zvornika; stavljanje tisuća civila u zatvore u uvjetima koji su bili sračunati na njihovo fizičko uništenje pomoću neadekvatne prehrane, teškog rada, nedostatne medicinske skrbi, te stalnih fizičkih i psihičkih zlostavljanja, uskratu građanskih prava Bošnjacima i Hrvatima na području pod srpskom kontrolom i njihovo prisilno iseljavanje s tog područja. Suđenje nije okončano zbog Miloševićeve smrti u pritvoru u Haagu.

#### Raspad Jugoslavije
Uz mnogobrojne političke mitinge i vjersko-političke manifestacije, uz politizaciju srpskih žrtava iz Drugoga svjetskog rata, u Sarajevu je 12. srpnja 1990. osnovana Srpska demokratska stranka (SDS). Za predsjednika Inicijativnog odbora izabran je Radovan Karadžić. SDS BiH osnovan je kao "svesrpski nacionalni pokret", pod utjecajem kninskog SDS-a i njegovoga predsjednika Jovana Raškovića. Radovan Karadžić je predstavio SDS kao socijaldemokratsku stranku i rekao da ga je na njezino čelo izbacila rečenica: "Srbi, uprkos svim progonima, pokoljima, pritiscima i stradanjima, još uvijek postojite i smijete da budete Srbi".
Na prvim demokratskim izborima, 18. studenog 1990., SDS je odnio pobjedu u svim općinama s većinskim srpskim stanovništvom, osim u Derventi, Modriči i Kotor Varošu, gdje je pobijedio HDZ. Iz redova SDS-a, izbrana su dva srpska člana Predsjedništva SRBiH Nikola Koljević i Biljana Plavšić. U Skupštini SRBiH, SDS je osvojio 30 % zastupničkih mjesta, a Momčilo Krajišnik je postao njenim predsjednikom.
Zastupnici nacionalnih stranaka (SDA, SDS, HDZ) sukobili su se već na prvim sjednicama Skupštine i to najprije zbog jezika, pisma (identiteta) i sadržaja Svečane izjave. Srpski zastupnici tražili su radne materijale tiskane na ćirilici, hrvatski zastupnici na hrvatskom jeziku, a muslimanski na latinici "s poštovanjem bosanskohercegovačke specifičnosti". Prilikom usuglašavanja Svečane izjave srpski zastupnici htjeli su naglasiti državnost Jugoslavije i vezanost BiH za nju. Hrvatski zastupnici su bili protiv toga, dok su muslimanski zastupnici bili spremni na kompromis. Srpski zastupnici zalagali su se za što jaču Jugoslaviju, hrvatski zastupnici bili su uglavnom protiv bilo kakve Jugoslavije, dok su se muslimanski zastupnici izjašnjavali za Jugoslaviju u kojoj bi Bosna i Hercegovina imala isti status kao i druge republike, prije svega Srbija i Hrvatska. Anketa provedena 1990. u SRBiH pokazala je da je 69,3 % stanovništva bilo za federativno uređenje Jugoslavije, a tek 30,7 % za konfederalno uređenje, što je podrazumijevalo i suverenu državu Bosnu i Hercegovinu, ali i vjerojatan raspad Jugoslavije.

#### Suprotstavljeni politički koncepti
██ Jugoslavija (1943. – 1992.)
██ Hrvatska (1991. –)
██ HZ Herceg-Bosna (1991. – 1994.)
██ SR Jugoslavija (1992. – 2006.)
██ Republika Srpska (1992. – 1995.)
██ okupirani teritoriji RH-samoproglašena "RSK" (1991. – 1995.)
██ Rep. Bosna i Hercegovina (1992. – 1995.)
██ Makedonija (1991. –)
██ Slovenija (1991. –)
Srpski nacionalisti su osjećali da je njihov položaj ugrožen. Do 1990. godine posve su ovladali partijom i državom u SR Srbiji, ali nisu mogli ostvariti svoje interese i ambicije unutar postojećih jugoslavenskih institucija i u sklopu zadanih ustavnopravnih rješenja. Za to su im bile potrebne nove i drukčije institucije na federalnoj razini, pa su želju za čvršćom i "jedinstvenom" federacijom pokušali ostvariti rušeći njezinu dotadašnju ustavnu konstrukciju. Pri tome su zagovarali politiku "građanske države" ili su se pozivali na "pravo naroda na samoopredjeljenje". Na taj način samo su ubrzali proces raspada federacije, koji je tekao paralelno s procesom raspada i ostalih komunističkih ideoloških konstrukcija. Za razliku od ostalih istočnoeuropskih i srednjoeuropskih
zemalja, jugoslavenski vojno-partijski vrh zadugo nije napuštao komunističku
ideologiju niti je prihvaćao rješenja, koja su dovodila u pitanje "jedinstvo države". Kako je vrijeme odmicalo, bivalo je sve jasnije da se jugoslavenska kriza neće razriješiti mirnim putem. Događaji koji su istaknuli su svu nemoć novoizabrane bosanskohercegovačke vlasti, odnosno neodrživost koalicije suprotstavljenih političko-nacionalnih programa.
Skupština SR Bosne i Hercegovine izabrala je na Trećoj zajedničkoj sjednici vijeća, održanoj 30. i 31. siječnja 1991., predsjednika Vlade, tri potpredsjednika i 17 članova Vlade. Time su stvorene osnovne pretpostavke da nova koalicijska vlast, sastavljena od SDA, SDS-a i HDZ-a, počne preuzimati ovlasti. Deklaracija o državnoj suverenosti i nedjeljivosti Republike Bosne i Hercegovine je dva puta skinuta s dnevnog reda u veljači jer su zastupnici SDS-a zatražili upućivanje Deklaracije na razmatranje Savjetu za pitanje ostvarivanja ravnopravnosti naroda i narodnosti Bosne i Hercegovine. Stajalište zastupnika SDS-a o Deklaraciji iznesen je u vidu Saopštenja Savjeta SDS-a. Rasprava o Deklaraciji u Skupštini Bosne i Hercegovine otvorila je uz pitanje Jugoslavije i pitanje Bosne i Hercegovine. 
Tvrdnja da je BiH "Jugoslavija u malom", koja se ranije često isticala u vidu poželjne patriotske parole, postala je zlokobna prijetnja središnjoj jugoslavenskoj republici. Predsjednik Kluba srpskih zastupnika rekao je da Deklaraciju s takvim nazivom i sadržajem treba skinuti, ne samo s ove, nego i sa svake druge sjednice. U javnost su izišle sve suprotnosti između stranaka koalicije, odnosno predstavnika konstitutivnih naroda Bosne i Hercegovine. Postalo je jasno za kakve političke koncepte se zalažu, ali i kolika je stvarna politička snaga svake od njih. Alija Izetbegović je kritizirao izjavu Radovana Karadžića da "ovlašćuje predsjednika SR Srbije Slobodana Miloševića da zastupa interese Srba iz BiH u Jugoslaviji". Karadžić mu je odgovorio da je "za srpski narod suverenitet Jugoslavije prvenstveni suverenitet", te da je izjavio kako u slučaju raspada Jugoslavije ovlašćuje Miloševića, a u slučaju da se Jugoslavija čuva i gradi, tada on ovlašćuje Izetbegovića.
Rasprava o Deklaraciji potvrdila je ideološke pozicije i političke programe sudionika. Sama Deklaracija, kao i svi kasniji politički zahtjevi SDA određivali su BiH formalno kao građansku, što je u biti značilo unitarnu centralističku državu. Bila je to forma preko koje je SDA, u skladu s mnogobrojnim javno iznesenim stajalištima stavovima svojih čelnika htjela izgraditi svoju, muslimansku nacionalnu državu. Svaki oblik unutarnjeg preustroja BiH čelnici SDA, kao i većina pripadnika muslimanske političke elite, proglašavali su "miješanjem susjednih država u unutarnje stvari, podjelom zemlje i agresijom". 
U skupštinskim polemikama zastupnici SDA i SDS-a iznosili su svoja stajališta, postavljajući u prvi plan Bosnu i Hercegovinu, odnosno Jugoslaviju. Argumenti koje su nudili bili su raznovrsni, od iznošenja pseudohistorijskih konstrukcija o "tisuću godina kontinuiteta BiH", ili o njoj kao "vjekovnoj srpskoj zemlji", do preoblikovanih politoloških teorija odnosno poželjnih ustavnopravnih rješenja.

#### Naoružavanje srpskog naroda
Na zaoštravanje političke situacije, SDA je reagirala organizacijom skupa pod nazivom "Patriotska liga za BiH", koji je održan u Bihaću 10. veljače 1991. Na skupu je govorio Alija Izetbegović, koji je ponovno upozorio na mogućnost "obrane oružjem", te rekao da "Bosna i Hercegovina neće biti sastavni dio Velike Srbije". Njegov govor izazvao je reakciju Srpske demokratske stranke, u čijem glasilu je objavljen tekst u kojem su Izetbegoviću posebno zamjerili izjavu kako je "dužnost muslimanskog naroda kao većinskog naroda u Republici čuvati svoje susjede Srbe i Hrvate". Odgovoreno je da su "Srbi sami sebi garancija" i da su "spremni nositi puške".
Samo nekoliko dana kasnije, 23. veljače 1991., SDS je dovršio povjerljivi dokument, u kojem je razmatreno poduzimanje određenih akcija ako se BiH odluči na nezavisnost, odnosno, ako vojska izvede udar. U tom dokumentu predviđeno je da će vlasti, u općinama u kojima vlada SDS, suspenzijom republičkih zakona osigurati primjenu federalnih zakona. Izazivanjem sukoba nadležnosti htjeli su izazvati političku krizu i osigurati uvjete za angažiranjem JNA i Saveznog sekretarijata za narodnu obranu. Klub zastupnika SDS-a usvojio je ovu politiku i ona je postala javna u dokumentu od 10. lipnja 1991.
Pred policijskom postajom u istočnohercegovačkom gradiću Bileći se u večernjim satima okupilo oko tisuću građana srpske nacionalnosti. Provalili su u postaju i zahtijevali da im podijele oružje. To je i učinjeno. Formalno su registrirani kao pripadnici pričuvnog sastava policije i naoružani. Nakon toga muslimansko stanovništvo u okolnim selima organiziralo je straže, a glasilo SDA Muslimanski glas objavilo je na naslovnoj stranici tekst: "Podjela oružja Srbima uznemirila Muslimane". Bio je to početak sustavnog naoružavanja pristaša SDS-a u Bosni i Hercegovini.

#### Srpske autonomne oblasti
Oružje je, po svemu sudeći, trebalo poslužiti za provedbu SDS-ove politike "regionalizacije" Bosne i Hercegovine. Unatoč SDA-ovim stajalištima i parolama na skupštini u Čelincu je 25. travnja 1991. konstituirana zajednica četrnaest "srpskih" krajiških općina. 8. lipnja 1991., po uhodanom scenariju miniranja efekta sastanaka republičkih vođa, oko 200 milicionara SAO Krajine iz Knina ušlo je u Drvar i Bosansko Grahovo, gdje su održali smotru. Na taj način demonstrirali su nepriznavanje granice između "srpskih krajina" i upozorili na namjeru ujedinjenja tog prostora u neku "novu Jugoslaviju".
U istočnobosanskom gradiću Ustiprači kraj Goražda, policija je 9. travnja 1991. zaustavila tri kamiona JNA s 1119 automatskih pušaka. Kamioni nisu bili zapečaćeni, a dokumentacija je bila neispravna. Umjesto da objasni o čemu se radi, ili da se nekako pokuša opravdati, vojska je podnijela kaznene prijave protiv čelnih ljudi bosanskohercegovačke policije. Ako nekome tada i nije bilo jasno kome ide oružje, sve je postalo jasnije 24. svibnja 1991. kada je na ulazu u Bileću iz smjera Nikšića policija zaustavila kamion s naoružanjem u kojem je bio i Dušan Kozić, zastupnik SDS-a u Skupštini SR BiH.
Adil Zulfikarpašić je uz pomoć Muhameda Filipovića i u dogovoru s Izetbegovićem 16. srpnja 1991. pokrenuo razgovore sa srpskim političkim vrhom. Cilj je bio postići sporazum i izbjeći rat. Sporazum je i postignut, najprije između Zulfikarpašića i Karadžić, a zatim i s Miloševićem, koji je u znak dobre volje obećao odmah za zapovjednike korpusa JNA, koji se nalaze u BiH, imenovati Muslimane. Vođe Muslimanske bošnjačke organizacije prihvatili su ostanak BiH u "krnjoj Jugoslaviji", a vođe SDS-a odustali su od kantonizacije, odnosno regionalizacije BiH. Izetbegović i SDA, su ipak, odbili prihvatiti historijski sporazum, koji je ponovno narušio odnose i unio dodatno nepovjerenje između Muslimana i Hrvata.
Predsjedništvo SFRJ je 18. srpnja 1991. donijelo odluku o povlačenju JNA, odnosno dislokaciji vojnih kapaciteta iz Slovenije u Bosnu i Hercegovinu, Srbiju i Crnu Goru. Srpska demokratska stranka Bosne i Hercegovine je bila zadovoljna ovakvim razvojem događaja. Više su polagali na snagu vojske nego na preciznost definicija naroda i nacije i tumačenje njihovih prava. Općinski odbor SDS-a iz Mostara izdao je priopćenje kojim je dao "punu podršku opredjeljenju da se 14. korpus JNA iz Slovenije stacionira u područje Hercegovine i Mostara". U dijelovima Mostara s većinskim srpskim stanovništvom organizirane su vojne snage i akcija zavedena  "Ljeto 1991.".
Općinski odbor Srpske demokratske stranke iz Mostara, zajedno sa Savezom komunista-pokretom za Jugoslaviju i Socijaldemokratskom partijom (SDP), organizirao je 3. rujna 1991. "miting podrške JNA i Federativnoj Jugoslaviji". Dok su srpske i (pro)jugoslavenske političke snage iskazivale potporu vojsci, koja je pristizala iz Slovenije, među hrvatskim stanovništvom raslo je nezadovoljstvo. Vojska je pokrenula ofenzivu na Republiku Hrvatsku, ali i na Hrvate općenito. 20. rujna 1991., u Hercegovinu su ušli dijelovi Užičkog (37.) i Titogradskog (2.) korpusa JNA, popunjeni rezervistima iz Srbije i Crne Gore.
Sjednica Skupštine SRBiH nastavljena je 14. listopada 1991. Najžešća i najzanimljivija rasprava vodila se oko Memoranduma o suverenitetu. Radovan Karadžić je tijekom rasprave rekao da on i SDS ne kreiraju nego tumače volju srpskog naroda. Da srpski narod hoće ostati u Jugoslaviji, a oni koji ga žele silom odvesti iz Jugoslavije vode Bosnu i Hercegovinu u pakao, a muslimanski narod možda u nestanak, "jer muslimanski narod ne može da se odbrani ako bude rat ovdje". Odgovorio mu je Alija Izetbegović, koji je rekao da izrečene prijetnje ne služe na čast srpskom narodu, te da muslimanski narod neće nestati. Zastupnici SDS-a su u ranim jutarnjim satima 15. listopada 1991. demonstrativno napustili Skupštinu SR BiH, a zastupnici SDA i HDZ-a su s još nekolicinom manjih stranaka usvojili SDA-ovu Platformu o položaju BiH u budućem ustroju jugoslavenske zajednice, kao i Memorandum, koji je izveden iz Platforme.
- Srpske autonomne oblasti u rujnu 1991.: Bosanska krajina, Sjeverna Bosna, Semberija, Romanija, (Istočna) Hercegovina
- Srpske autonomne oblasti u studenom 1991.: Bosanska krajina, Sjeverna Bosna (Ozren-Posavina), Sjeveroistočna Bosna (Semberija), Romanija, Hercegovina.

#### Srpska Republika BiH
Srpski zastupnici u Skupštini SR BiH su još 24. listopada 1991., nakon neuspjelog sporazuma i političkog razlaza sa SDA, osnovali Skupštinu srpskog naroda u Bosni i Hercegovini. Ta skupština je objavila da sve općine, mjesne zajednice, i naseljena mjesta gdje je više od 50 % stanovnika glasalo da Bosna i Hercegovina ostane u Jugoslaviji, postaju dijelom "srpskih autonomnih oblasti". Uz to su najavili i plebiscit srpskog naroda u BiH za 10. studenoga 1991. Srbi su bili pozvani izjasniti se za ostanak u Jugoslaviji. SDA je reagirala zakazivanjem referenduma za "neovisnost Sandžaka". Predsjedništvo SR BiH je 20. prosinca 1991. zatražilo od Europske zajednice priznanje neovisnosti Bosne i Hercegovine, protiv čega su bili srpski članovi Predsjedništva. Srpski politički predstavnici donijeli su sutradan 21. prosinca 1991. Odluka o ustroju Srpske Republike Bosne i Hercegovine, koja je provedena u djelo 9. siječnja 1992., kada je uspostavljena Srpska Republika Bosna i Hercegovina.
Dok su hrvatski i bošnjački čelnici komentirali očekivanja i rezultate referenduma o neovisnosti Bosne i Hercegovine, srpsko političko vodstvo okupilo se 29. veljače 1992. u Banskim dvorima u Banjoj Luci, na zasjedanju Skupštine Autonomne regije Bosanska krajina. Ispred zgrade okupilo se nekoliko tisuća građana srpske nacionalnosti. Raspravljalo se treba li proglasiti Srpsku Republiku Krajinu ili Srpsku Republiku BiH. Dvojba je riješena drugi dan zasjedanja, donošenjem Ustava Srpske Republike BiH. Tako je završio sukob unutar srpske zajednice, onaj međunacionalni tek se razbuktavao.
Prvi dan referenduma, 29. veljače 1992. donio je ljudske žrtve. Na cesti između Turbeta i Komarna, nedaleko od Travnika ubijena su dvojica ljudi, a jedan je teško ranjen, nakon što su se pokušali probiti automobilom kroz barikadu koju su postavili mještani srpske nacionalnosti. Barikada je navodno postavljena kao odgovor na blokadu u Novom Travniku, gdje su mještani Hrvati onemogućili transport oružja iz tvornice Bratstvo. Apsurdno je da su oba poginula također bili Srbi.
U nedjeljno rano poslijepodne, 1. ožujka 1992, drugog dana referenduma, u središtu Sarajeva dogodio se težak zločin. Nekoliko osoba muslimanske nacionalnosti pucali su u svatove pod srpskom zastavom. Jednog čovjeka su ubili, a drugog teško ranili. Pripadnik Zelenih beretki, Ramiz Delalaić, ubio je pucnjem iz pištolja mladoženjinog oca Nikolu Gardovića i ranio svećenika Srpske pravoslavne crkve, Radenka Mikovića, ispred Stare crkve na Baščaršiji, što je prema srpskom shvaćanju početak rata. 
Priopćenjem se oglasila SDS, koja je ustvrdila da se ne radi samo o ugrožavanju života ljudi, nego je to napad na dostojanstvo i integritet cijelog srpskog naroda. Malo prije ponoći, blokirano je Sarajevo. Na svim važnijim raskrižjima postavljene su barikade. Barikade su postavljene i u drugim gradovima u Bosni i Hercegovini: Bosanskom Brodu, Bosanskom Šamcu, Derventi i Odžaku. SDS se oglasila priopćenjem iz kojega je bilo jasno da je ona organizator. Prve noći na barikadama je ubijeno troje, a ranjeno četvero. Na barikadama u Sarajevu je bilo i po nekoliko tisuća maskiranih osoba, uglavnom Srba. Bila je to generalna proba rata. 
Kada je Bosna i Hercegovina 5. travnja 1992. godine proglasila neovisnost - koju su priznale sve članice EZ, potom i SAD, Srpska Republika Bosna i Hercegovina proglašava 7. travnja 1992. godine odvajanje od Bosne i Hercegovine i ostanak u Jugoslaviji. Ipak, kada su Srbija i Crna Gora kao jedine de facto preostale jugoslavenske republike, 27. travnja 1992. godine proglasili Saveznu Republiku Jugoslaviju, Republika Srpska i Republika Srpska Krajina su same po sebi izdvojene iz granica federacije.

### Rat u Bosni i Hercegovini
Gornji podnaslovi, napisani su kako bi se čitatelju objasnio nastanak i postojanje Republike Srpske (ime promijenjeno 12. kolovoza 1992.) do početka rata u Bosni i Hercegovini. Vojno i političko djelovanje iste, opisano je u članku o ratu u Bosni i Hercegovini.

#### Ratni zločini
U vrijeme rata u Bosni i Hercegovini došlo je do protjerivanja većeg broja nesrpskog pučanstva. Najteži ratni zločin dogodio se u srpnju 1995. kada je ubijeno između 7 i 8 tisuća bošnjačkih muškaraca na području srebreničke enklave što je zabilježeno kao genocid u Srebrenici.
Etničkim čišćenjem tijekom rata u Bosni i Hercegovini s teritorija Republike Srpske protjerano je nekoliko stotina tisuća Hrvata iz Bosanske Posavine i Bosanske krajine, te Bošnjaka, iz Bosanske krajine i Podrinja. Broj Hrvata je smanjen za 135 386, a broj Bošnjaka za 434 144. Do danas, 35% Bošnjaka i samo 8,5 % Hrvata vratilo se u Republiku Srpsku, dok se 24 % Srba, koji su napustili svoje domove u područjima pod kontrolom Bošnjaka ili Hrvata vratilo na svoje predratne adrese. Zadnji veliki čin etničkog čišćenja je uslijedio nakon što je u susjednoj Republici Hrvatske u kolovozu 1995. god. provedena Operacija Oluja, te je tijekom kolovoza i rujna 1995. godine iz područja Republike Srpske u široj okolici Banja Luke protjerano u Hrvatsku preko 25.000 Hrvata, koji su na hrvatskoj strani uglavnom prihvaćani u izbjegličkom centru u Dvoru.

### Današnja Republika Srpska
Rat u Bosni i Hercegovini je završen potpisivanjem Daytonskog sporazuma, 21. studenoga 1995. Taj je nadnevak u Republici Srpskoj neradni dan. Republika Srpska je međunarodno priznata kao jedan od dva entiteta, koji čine Bosnu i Hercegovinu (drugi entitet je Federacija Bosne i Hercegovine). Republika Srpska je priznata na 49 % teritorije Bosne i Hercegovine, a Federacija Bosne i Hercegovine na 51 %. Arbitražnom odlukom o statusu Brčkog, te uspostavljanjem Brčko distrikta 2000., veličina Republike Srpske je smanjena za 1 % na 48 % BiH. Istočni dio Republike Srpske uzima 50,8 % njezinog teritorija dok zapadni dio uzima 49,2 %. 
Narodna skupština Republike Srpske sastoji se od jednog doma 83 zastupnika koji se biraju na izborima svake četvrte godine. Parlament ima zakonodavnu vlast. Vlada Republike Srpske ima izvršnu vlast. Predsjednik Republike Srpske se bira na neposrednim izborima svake četvrte godine. Razine vlasti su općina, odnosno grad te republika. Glavni je grad Republike Srpske po Ustavu Sarajevo (de jure), no glavno je upravno središte de facto Banja Luka. 
Republika Srpska ima svoju vladu, grb, zastavu, himnu, predsjednika, skupštinu, vladu, poštanski sustav i policiju. Vojska Republike Srpske integrirana je u sustav Oružanih snaga Bosne i Hercegovine kao 3. pješadijski (Republika Srpska) puk. Tijekom proteklih godina, neke ingerencije Republike Srpske izričito definirane Daytonskim sporazumom i njegovim aneksima su prenesene na nivo Bosne i Hercegovine (carinska i granična služba, vojska, pravosuđe - osnivanjem Suda BiH i Visokog sudskog i tužiteljskog vijeća, itd.).

## Unutarnje poveznice
| - Socijalistička Republika Bosna i Hercegovina - Opći izbori u Bosni i Hercegovini 1990. - Srpska demokratska stranka Bosne i Hercegovine - Srpske autonomne oblasti - Hrvatska zajednica Herceg-Bosna - Referendum o neovisnosti Bosne i Hercegovine | - Antiratni prosvjedi u Sarajevu 1992. - Republika Bosna i Hercegovina - Rat u Bosni i Hercegovini - Vojska Republike Srpske - Daytonski sporazum - Bosna i Hercegovina |

## Vanjske poveznice
- za daljnje čitanje: Ivica Lučić, Bosna i Hercegovina od prvih izbora do međunarodnog priznanja - za razumijevanje početka rata u BiH
- Statistika 2009. Republika Srpska - Republički zavod za statistiku